# CoRoT-6 b
CoRoT-6 b est une exoplanète orbitant autour de l'étoile CoRoT-6, elle a été découverte en 2009.
- Type de planète: Géante gazeuse
- Masse: Environ 2,96 fois celle de Jupiter
- Rayon: Environ 1,166 fois celui de Jupiter
- Période orbitale: 8,9 jours
- Distance orbitale: Environ 0,0855 unité astronomique (UA) de son étoile
- Température: Entre 1000 et 1300°C